# Caroline Quéroli
Caroline Quéroli, née le 5 juin 1998, est une escrimeuse française pratiquant le sabre, qu'elle manie de la main droite. Elle est licenciée au Racing Club de France à Paris. Elle est également membre de l'équipe de France Douane depuis 2019.
Elle est championne de France individuelle en 2022.

## Palmarès
- Championnats du monde
  -  Médaille d'or par équipes aux championnats du monde d'escrime 2018 à Wuxi
  -  Médaille d'argent par équipes aux championnats du monde d'escrime 2019 à Budapest
  -  Médaille d'argent par équipes aux championnats du monde d'escrime 2022 au Caire
  -  Médaille d'argent par équipes aux championnats du monde d'escrime 2023 à Milan
  -  Médaille de bronze par équipes aux championnats du monde d'escrime 2017 à Leipzig

- Championnats d'Europe
  -  Médaille d'or par équipes aux championnats d'Europe d'escrime 2022 à Antalya[2]
  -  Médaille de bronze par équipes aux championnats d'Europe d'escrime 2018 à Novi Sad
  -  Médaille de bronze par équipes aux championnats d'Europe d'escrime 2019 à Düsseldorf
- Épreuves de Coupe du monde
  - Saison 2016/2017 :
    -  Médaille de bronze individuelle à Moscou le 02/06/2017

  - Saison 2017/2018 :
    -  Médaille d'or par équipes à Baltimore le 26/01/2018
    -  Médaille d'argent par équipes à Orléans le 27/10/2017
    -  Médaille d'argent par équipes à Sint-Niklaas le 17/11/2017
    -  Médaille d'argent par équipes à Tunis le 02/06/2018
    -  Médaille de bronze par équipes à Athènes le 16/03/2018

  - Saison 2018/2019 :
    -  Médaille d'or par équipes à Orléans le 09/11/2018
    -  Médaille d'or par équipes à Athènes  le 08/03/2018
    -  Médaille d'or par équipes à Sint-Niklaas le 22/03/2019
    -  Médaille de bronze individuelle à Orléans le 09/11/2018

  - Saison 2021/2022 :
    -  Médaille d'or individuelle à Tbilissi le 14/01/2022
    -  Médaille d'or par équipes à Tbilissi le 14/01/2022
    -  Médaille d'or par équipes à Plovdiv le 28/01/2022
    -  Médaille de bronze par équipes à Hammamet le 20/05/2022
    -  Médaille de bronze individuelle à Padoue le 20/05/2022

  - Saison 2022/2023 :
    -  Médaille d'or par équipes à Alger le 10/11/2022
    -  Médaille d'or par équipes à Athènes le 03/03/2023
    -  Médaille d'argent individuelle à Batoumi le 12/05/2023

- Championnats du monde juniors
  -  Médaille d'or individuelle en 2015 à Tachkent
  -  Médaille d'or individuelle en 2016 à Bourges

## Classement mondial
| Saison    | Rang |
| --------- | ---- |
| 2014/2015 | 108e |
| 2015/2016 | 53e  |
| 2016/2017 | 49e  |
| 2017/2018 | 38e  |
| 2018/2019 | 19e  |
| 2019/2020 | 37e  |
| 2020/2021 | 43e  |
| 2021/2022 | 5e   |
| 2022/2023 | 21e  |